# Agonopterix hyperella
Agonopterix hyperella is een vlinder uit de familie van de sikkelmotten (Oecophoridae). De wetenschappelijke naam van de soort is voor het eerst geldig gepubliceerd in 1910 door Charles Russell Ely.